# Obručné
Obručné este o comună slovacă, aflată în districtul Stará Ľubovňa din regiunea Prešov, pe malul râului Smrečný potok⁠(d). Localitatea se află la altitudinea de 647 m deasupra n.m., se întinde pe o suprafață de 5,86 km2 și în 2017 număra 31 de locuitori.

## Istoric
Localitatea Obručné este atestată documentar din 1656.

## Demografie
| An:                | 1994 | 2004    | 2014    | 2024   |
| ------------------ | ---- | ------- | ------- | ------ |
| Număr de persoane: | 72   | 52      | 34      | 33     |
| Diferență:         |      | −27,77% | −34,61% | −2,94% |

| An:                | 2023 | 2024 |
| ------------------ | ---- | ---- |
| Număr de persoane: | 33   | 33   |
| Diferență:         |      | +0%  |